# Podszun Verlag
Der Podszun Verlag ist ein deutscher Buchverlag, der für die Herausgabe von „Motorbüchern“ bekannt ist. Gründer und Geschäftsführer ist Walter Podszun.

## Geschichte
Der Verlag wurde durch den Kaufmann Walter Podszun zunächst als Einzelunternehmen in Brilon gegründet. Das älteste in der Deutschen Nationalbibliothek verzeichnete Buch wurde 1981 von Podszuns Frau Brigitte herausgeben.
Am 27. November 2002 erfolgte die Eintragung des Unternehmens als GmbH in das Handelsregister des Amtsgerichts Arnsberg unter der Firma „Podszun Buchhandels- und Verlags GmbH“. Das Stammkapital betrug zunächst 60.000 €. Als Gegenstand des Unternehmens wurde genannt: Das Betreiben von Schreibwarenfachgeschäften, Buchhandel, das Betreiben eines Verlages sowie artverwandte Leistungen.
Mit seinen über 420 lieferbaren Büchern hat es sich inzwischen zu einem Marktführer im Bereich der Verlage entwickelt, die sich mit Fahrzeugen und Motoren beschäftigen. Zum Unternehmen gehören neben dem Verlag drei Buchhandlungen in Brilon, Marsberg und Warburg.
Der Jurist Rupprecht Podszun ist ein Sohn der Eheleute Podszun.